# Old River (Bathurst Harbour)
Der Old River ist ein Fluss im äußersten Südwesten des australischen Bundesstaates Tasmanien.

## Geografie

### Flusslauf
Der etwas mehr als 24 Kilometer lange Old River entspringt an den Nordosthängen des Wayeninnah Hills in der Spiro Range im Südteil des Southwest-Nationalparks. Von dort fließt er zunächst nach Nordwesten bis zur Gorge Ridge. Dort biegt er nach Südwesten ab und mündet in den Bathurst Harbour und damit in den Indischen Ozean.
Der Old River und seine Nebenflüsse verlaufen in ihrer gesamten Länge innerhalb des Southwest-Nationalparks, einem völlig unbesiedelten Gebiet, in das keine Straßen führen.

### Nebenflüsse mit Mündungshöhen
Nebenflüsse des Old River sind:
- Mosquito Creek – 139 m
- Collins River – 61 m
- Solly River – 30 m